# Jubilé de rubis
Pour les articles homonymes, voir Jubilé.
Un jubilé de rubis marque un 40e anniversaire.

## Les jubilés de rubis dans l'histoire récente
| Monarque                                                           | Date du jubilé    |
| ------------------------------------------------------------------ | ----------------- |
| Frédéric-Guillaume III de Prusse                                   | 1837              |
| Pierre II du Brésil                                                | 1881              |
| George Tupou Ier des Tonga                                         | 1885              |
| François-Joseph Ier d'Autriche                                     | 1888              |
| Jean II de Liechtenstein                                           | 1898              |
| Norodom Ier du Cambodge                                            | 1901              |
| Carol Ier de Roumanie                                              | 10 mai 1906       |
| Chulalongkorn (Rama V) de Siam                                     | 1908              |
| Alphonse XIII d'Espagne                                            | 1926              |
| Sobhuza II du Swaziland                                            | 1939              |
| Gustave V de Suède                                                 | 1947              |
| Salote Tupou III des Tonga                                         | 1958              |
| François-Joseph II de Liechtenstein                                | 1978              |
| Bhumibol Adulyadej (Rama IX) de Thaïlande                          | 1986              |
| Rainier III de Monaco                                              | 1989              |
| Élisabeth II du Royaume-Uni et des autres royaumes du Commonwealth | 6 février 1992    |
| Hussein de Jordanie                                                | 1992              |
| Tāufa'āhau Tupou IV des Tonga                                      | 16 décembre 2005  |
| Hassanal Bolkiah de Brunei                                         | 5 octobre 2007    |
| Qabus ibn Saïd d'Oman                                              | 23 juillet 2010   |
| Margrethe II de Danemark                                           | 14 janvier 2012,  |
| Charles XVI Gustave de Suède                                       | 15 septembre 2013 |